# Anacanthotermes gurganiensis
Anacanthotermes gurganiensis es una especie de termita cosechadora del género Anacanthotermes, de la familia Hodotermitidae, orden Blattodea. Fue descrita por Akhtar & Raven en 1999.
Se distribuye por Asia: Irán. Fue publicada en Ravan, S. & Akhtar, M.S. (1999a) New termites from Iran. Punjab University Journal of Zoology, 14, 65–85.